# Jean-Michel Boucheron (homme politique, 1946)
Pour les articles homonymes, voir Jean-Michel Boucheron et Boucheron (homonymie).
Jean-Michel Boucheron, né le 15 décembre 1946 à Angoulême, est un homme politique français, ancien député et ancien maire socialiste d'Angoulême, condamné pour plusieurs malversations et détournements d'argent public.

## Biographie
Instituteur, Jean-Michel Boucheron est également franc-maçon dans la loge Les Hommes libres du Grand Orient de France,, la même loge qui a initié Omar Bongo, le président de la République du Gabon.

### Parcours politique
Maire d'Angoulême pour deux mandats consécutifs de 1977 à 1989 sous l'étiquette du PS, il est décidé à dynamiser la ville, il rouvre le Circuit des remparts, interrompu dans les années 1950, impulse la restauration du Vieil-Angoulême et l'accomplissement de travaux commencés sous la municipalité précédente.
Il est élu député le 19 mars 1978, dans la 1re circonscription de la Charente et sera réélu en 1981, 1986 et 1988. Il sera donc député du 19 mars 1978 au 22 mars 1981, du 14 juin 1981 au 1er avril 1986, du 16 mars 1986 au 14 mai 1988, et du 5 juin 1988 au 1er avril 1993. 
Il est nommé secrétaire d’État chargé des collectivités territoriales en mai 1988 dans le premier gouvernement de Michel Rocard. D'après Dominique Bussereau, il s'agit d'une erreur, François Mitterrand ayant pensé à son exact homonyme Jean-Michel Boucheron, député d'Ille-et-Vilaine. Le mois suivant, il n'est pas reconduit à ces fonctions dans le second gouvernement Rocard.

### Malversations
Entre 1987 et 1989, Jean-Michel Boucheron perçoit de l'argent de la Compagnie générale des eaux (CGE), chargée de la gestion de l'eau de la ville d'Angoulême, mène grand train, fait des « voyages d'études » à travers le monde aux frais du contribuable angoumoisin en multipliant les taxes municipales par trois.
Ces malversations sont révélées grâce à Marcel Dominici, un ancien syndicaliste « à la pugnacité rare » qui découvre, dès 1983, « le gaspillage puis la corruption qui gangrènent le pouvoir municipal à Angoulême. »
En 1989, défait dès le premier tour de l'élection municipale, le député-maire laisse un trou de 164 millions de francs dans les finances de la ville et une dette de 1,2 milliard de francs (soit environ 800 millions d'euros en tenant compte du pouvoir d'achat réel et non pas du taux de 2002)[réf. nécessaire] avec des emprunts parfois à 20 % d'intérêts et des pratiques de financement illégal. Ce déficit a obéré les finances de la ville qui devint pour longtemps une des plus endettées de France. Pour combler ce déficit, la taxe foncière a été plus que doublée, atteignant de très forts taux.

### Condamnations judiciaires
En 1989, la chambre régionale des comptes constate un trou de 164 millions de francs dans les finances de la ville et accuse l’ancien maire de faux en écriture publique. Georges Chavanes, le successeur de Jean-Michel Boucheron à la mairie d'Angoulême, engage des poursuites judiciaires au vu de l'audit de la chambre régionale des comptes. L'ancien maire est inculpé le 22 février 1991 par Guy Joly, président de la 3e section de la chambre d’accusation de la cour d’appel de Paris, pour  complicité de faux en écriture de commerce et usage, recel d’abus de biens sociaux et délit d'ingérence. 
Jean-Michel Boucheron s'enfuit en Argentine en février 1992 avec sa maîtresse et ouvre un restaurant à Buenos Aires « Chez Agnès ».
Le 9 mars 1992, il est inculpé à Bordeaux pour l'affaire dite du Citel (Centre international des techniques d'expression locale) : « La mairie d'Angoulême a versé 540 000 F de subventions à cette association dont Boucheron était le président. [...] Citel aurait servi à financer le voyage aux Etats-Unis de 37 élus et une cure de thalasso à l'épouse de l'ancien député socialiste. »
Le 3 décembre 1992, l'Assemblée nationale vote à l'unanimité la levée de son immunité parlementaire. Il est alors sous le coup d'une inculpation de  complicité de faux, recel d'abus de biens sociaux et prise illégale d'intérêts (anciennement connue sous le nom de délit d'ingérence).
Le 8 juillet 1994, alors qu'il est toujours en Argentine, Jean-Michel Boucheron est condamné par défaut pour trafic d'influence et faux et usage de faux à quatre ans de prison ferme, cinq ans de privation des droits civiques, civils et de famille, et à un million de francs d’amende. Il fait opposition, prétendant « éventuellement bénéficier des lois de 1988 et 1990 amnistiant les délits commis en relation avec le financement politique. »
Il est extradé le 25 mars 1997 et jugé  en juin 1997 pour « complicité de faux en écriture de commerce et complicité d’usage de ces faux, recel d’abus de biens sociaux et d’usage de faux, trafic d’influence et délit d'ingérence » par la 11e chambre du tribunal correctionnel de Paris qui confirme la peine de quatre ans de prison, mais lui accorde un sursis pour deux ans.
Il avait déjà été établi lors du premier procès une entente avec la CGE pour le marché de l'eau, contre une rémunération indirecte. Il lui est aussi reproché un système de fausses factures, des salaires reçus sans aucune justification et le détournement de 746 000 francs aux dépens de la ville d’Angoulême.
Le 30 janvier 2018 Jean-Michel Boucheron est jugé pour fraude fiscale mais aussi pour organisation d’insolvabilité. En effet, l’ancien député a transféré les revenus issus de sa retraite parlementaire sur le compte de son épouse, pour être déclaré insolvable. Le 27 mars, il est condamné à 18 mois de prison avec sursis, 20 000 € d’amende et la privation de ses droits civils, civiques et familiaux durant trois ans.